# Ulochlaena schaeferi
Ulochlaena schaeferi är en fjärilsart som beskrevs av M.Gaede 1915. Ulochlaena schaeferi ingår i släktet Ulochlaena och familjen nattflyn. Inga underarter finns listade i Catalogue of Life.